# Prémios do Cinema Europeu de 2003
A 16ª Edição dos Prémios do Cinema Europeu (em inglês: 16th European Film Awards) foi apresentada no dia 6 de dezembro de 2003, por Heino Ferch. Esta edição ocorreu em Berlim, Alemanha.

## Vencedores e nomeados
A cor de fundo       indica os vencedores.

### Melhor filme
| Filme               | Título no Brasil                   | Título em Portugal    | Diretor/Realizador   | Produção (país)      |
| ------------------- | ---------------------------------- | --------------------- | -------------------- | -------------------- |
| Good Bye, Lenin!    | Adeus, Lenin!                      | Adeus, Lenine!        | Wolfgang Becker      | Alemanha             |
| Dirty Pretty Things | Coisas Belas e Sujas               | Estranhos de Passagem | Stephen Frears       | Reino Unido          |
| Dogville            | Dogville                           | Dogville              | Lars von Trier       | Dinamarca            |
| In This World       | Neste Mundo                        | Neste Mundo           | Michael Winterbottom | Reino Unido          |
| My Life Without Me  | Minha Vida Sem Mim                 | A Minha Vida Sem Mim  | Isabel Coixet        | Canadá / Espanha     |
| Swimming Pool       | Swimming Pool - À Beira da Piscina | Swimming Pool         | François Ozon        | França / Reino Unido |

### Melhor realizador/diretor
| Realizador/Diretor    | Nacionalidade (país) | Filme              | Título no Brasil      | Título em Portugal   |
| --------------------- | -------------------- | ------------------ | --------------------- | -------------------- |
| Lars von Trier        | Dinamarca            | Dogville           | Dogville              | Dogville             |
| Wolfgang Becker       | Alemanha             | Good Bye, Lenin!   | Adeus, Lenin!         | Adeus, Lenine!       |
| Nuri Bilge Ceylan     | Turquia              | Uzak               |                       | Uzak - Longínquo     |
| Isabel Coixet         | Espanha              | My Life Without Me | Minha Vida Sem Mim    | A Minha Vida Sem Mim |
| Marco Tullio Giordana | Itália               | La meglio gioventù | O Melhor da Juventude | A Melhor Juventude   |
| Michael Winterbottom  | Reino Unido          | In This World      | Neste Mundo           | Neste Mundo          |

### Melhor ator
| Ator             | Nacionalidade (país) | Filme               | Título no Brasil         | Título em Portugal    |
| ---------------- | -------------------- | ------------------- | ------------------------ | --------------------- |
| Daniel Brühl     | Alemanha             | Good Bye Lenin!     | Adeus, Lenin!            | Adeus, Lenine!        |
| Chiwetel Ejiofor | Reino Unido          | Dirty Pretty Things | Coisas Belas E Sujas     | Estranhos de Passagem |
| Tómas Lemarquis  | Islândia             | Nói albinói         |                          | Nói, o Albino         |
| Luigi Lo Cascio  | Itália               | La meglio gioventù  | O Melhor da Juventude    | A Melhor Juventude    |
| Jean Rochefort   | França               | L'homme du train    | Uma Passagem para a Vida | O Homem do Comboio    |
| Bruno Todeschini | Suíça                | Son frère           | Irmãos                   | O Seu Irmão           |

### Melhor atriz
| Atriz              | Nacionalidade (país) | Filme            | Título no Brasil                   | Título em Portugal          |
| ------------------ | -------------------- | ---------------- | ---------------------------------- | --------------------------- |
| Charlotte Rampling | Reino Unido          | Swimming Pool    | Swimming Pool - À Beira da Piscina | Swimming Pool               |
| Diana Dumbrava     | Roménia              | Maria            |                                    |                             |
| Helen Mirren       | Reino Unido          | Calendar Girls   | As Garotas do Calendário           | Meninas de Calendário       |
| Anne Reid          | Reino Unido          | The Mother       | Recomeçar                          | A Mãe                       |
| Katja Riemann      | Alemanha             | Rosenstrasse     | As Mulheres da Rosenstrasse        | As Mulheres de Rosenstrasse |
| Katrin Saß         | Alemanha             | Good Bye, Lenin! | Adeus, Lenin!                      | Adeus, Lenine!              |

### Melhor argumentista/roteirista
| Argumentista/Roteirista        | Nacionalidade (país) | Filme               | Título no Brasil      | Título em Portugal    |
| ------------------------------ | -------------------- | ------------------- | --------------------- | --------------------- |
| Bernd Lichtenberg              | Alemanha             | Good Bye, Lenin!    | Adeus, Lenin!         | Adeus, Lenine!        |
| Steven Knight                  | Reino Unido          | Dirty Pretty Things | Coisas Belas e Sujas  | Estranhos de Passagem |
| Dušan Kovačević                | Sérvia               | Profesionalac       |                       |                       |
| Hanif Kureishi                 | Reino Unido          | The Mother          | Recomeçar             | A Mãe                 |
| Sandro Petraglia Stefano Rulli | Itália               | La meglio gioventù  | O Melhor da Juventude | A Melhor Juventude    |
| Lars von Trier                 | Dinamarca            | Dogville            | Dogville              | Dogville              |

### Melhor diretor de fotografia
| Diretor de fotografia | Nacionalidade (país) | Filme                    | Título no Brasil      | Título em Portugal        |
| --------------------- | -------------------- | ------------------------ | --------------------- | ------------------------- |
| Anthony Dod Mantle    | Reino Unido          | Dogville e 28 Days Later | Dogville e Extermínio | Dogville e 28 Dias Depois |
| Tom Fährmann          | Alemanha             | Das Wunder von Bern      | O Milagre de Berna    | O Milagre de Berna        |
| Bogumił Godfrejów     | Polónia              | Lichter                  |                       |                           |
| Chris Menges          | Reino Unido          | Dirty Pretty Things      | Coisas Belas e Sujas  | Estranhos de Passagem     |
| Italo Petriccione     | Itália               | Io non ho paura          | Eu Não Tenho Medo     | Não Tenho Medo            |
| Marcel Zyskind        | Dinamarca/ Polónia   | In This World            | Neste Mundo           | Neste Mundo               |

### Melhor documentário
| Documentário                          | Título no Brasil                           | Título em Portugal             | Diretor/Realizador                   | Produção (país)                      |
| ------------------------------------- | ------------------------------------------ | ------------------------------ | ------------------------------------ | ------------------------------------ |
| S-21, la machine de mort Khmère rouge | S21 - A Máquina de Morte do Khmer Vermelho |                                | Rithy Panh                           | Camboja / França                     |
| Chia e tazi pesen?                    |                                            |                                | Adela Peeva                          | Bélgica / Bulgária                   |
| De fem benspænd                       | As Cinco Obstruções                        |                                | Jørgen Leth Lars von Trier           | Dinamarca / Bélgica / Suíça / França |
| Essen, schlafen, keine Frauen         |                                            |                                | Heiner Stadler                       | Alemanha                             |
| L'odyssée de l'espèce                 |                                            | A Odisseia da Espécie          | Jacques Malaterre Javier G. Salanova | França / Canadá / Bélgica            |
| The Day I Will Never Forget           |                                            |                                | Kim Longinotto                       | Reino Unido                          |
| Die Geschichte vom weinenden Kamel    | Camelos Também Choram                      | A História do Camelo Que Chora | Byambasuren Davaa Luigi Falorni      | Alemanha / Mongólia                  |
| Tishe!                                | Tiche!                                     |                                | Victor Kossakovsky                   | Rússia                               |

### Filme revelação
| Filme                   | Título no Brasil        | Título em Portugal | Diretor/Realizador | Produção (país)                                   |
| ----------------------- | ----------------------- | ------------------ | ------------------ | ------------------------------------------------- |
| Gori vatra              |                         |                    | Pjer Žalica        | Bósnia e Herzegovina / Áustria / Turquia / França |
| Las horas del día       |                         |                    | Jaime Rosales      | Espanha                                           |
| Mon idole               |                         | O Meu Ídolo        | Guillaume Canet    | França                                            |
| Reconstruction          | Reconstrução de um Amor |                    | Christoffer Boe    | Dinamarca                                         |
| Schultze Gets the Blues |                         |                    | Michael Schorr     | Alemanha                                          |
| Vozvrashchenie          | O Retorno               | O Regresso         | Andrei Zvyagintsev | Rússia                                            |
| Young Adam              | O Jovem Adam            | Young Adam         | David Mackenzie    | Reino Unido                                       |

### Prémio FIPRESCI
| Filme             | Título no Brasil | Título em Portugal | Diretor/Realizador | Produção (país) |
| ----------------- | ---------------- | ------------------ | ------------------ | --------------- |
| Buongiorno, notte | Bom Dia, Noite   | Bom Dia, Noite     | Marco Bellocchio   | Itália          |

### Melhor curta-metragem
Os nomeados para Melhor Curta-Metragem foram selecionados por um júri independente em vários festivais de cinema por toda a Europa.
| Curta-metragem     | Diretor/Realizador   | Produção (país)  | Festival                  |
| ------------------ | -------------------- | ---------------- | ------------------------- |
| (A)Torzija         | Stefan Arsenijević   | Eslovênia        | Festival de Berlim        |
| La chanson-chanson | Xavier Diskeuve      | Bélgica          | Festival de Gent          |
| At Dawning         | Martin Jones         | Reino Unido      | Festival de Valladolid    |
| Mamaman            | Iao Lethem           | Bélgica          | Festival de Angers        |
| Redd barna         | Terje Rangnes        | Noruega          | Festival de Tampere       |
| Kraj urodzenia     | Jacek Bławut         | Polónia          | Festival de Cracóvia      |
| Une étreinte       | Eskil Vogt           | França           | Festival de Grimstad      |
| My zhivem na krai  | Victor Asliuk        | Bielorrússia     | Festival de Vila do Conde |
| Le portefeuille    | Vincent Bierrewaerts | França / Bélgica | Festival de Sarajevo      |
| Små skred          | Birgitte Stærmose    | Dinamarca        | Festival de Edimburgo     |
| The Trumouse Show  | Julio Robledo        | Espanha          | Festival de Veneza        |
| Velikan            | Aleksandr Kott       | Rússia           | Festival de Drama         |

### Melhor filme não europeu
| Filme                                | Título no Brasil                                 | Título em Portugal                               | Diretor/Realizador          | Produção (país)          |
| ------------------------------------ | ------------------------------------------------ | ------------------------------------------------ | --------------------------- | ------------------------ |
| Les invasions barbares               | As Invasões Bárbaras                             | As Invasões Bárbaras                             | Denys Arcand                | Canadá                   |
| 21 Grams                             | 21 Gramas                                        | 21 Gramas                                        | Alejandro González Iñárritu | Estados Unidos           |
| Bom yeoreum gaeul gyeoul geurigo bom | Primavera, Verão, Outono, Inverno... e Primavera | Primavera, Verão, Outono, Inverno... e Primavera | Ki-duk Kim                  | Coreia do Sul / Alemanha |
| Finding Nemo                         | Procurando Nemo                                  | À Procura de Nemo                                | Andrew Stanton Lee Unkrich  | Estados Unidos           |
| Kill Bill: Vol. 1                    | Kill Bill - Volume 1                             | Kill Bill - A Vingança: Vol. 1                   | Quentin Tarantino           | Estados Unidos           |
| Lost in Translation                  | Encontros e Desencontros                         | O Amor É um Lugar Estranho                       | Sofia Coppola               | Estados Unidos / Japão   |
| Mystic River                         | Sobre Meninos e Lobos                            | Mystic River                                     | Clint Eastwood              | Estados Unidos           |
| Zatoichi                             | Zatoichi                                         | Zatoichi                                         | Takeshi Kitano              | Japão                    |

### Prémio de carreira
- Claude Chabrol

### Prémio de mérito europeu no Cinema Mundial
- Carlo Di Palma

### Menção Especial
| Filme      | Título no Brasil | Título em Portugal | Diretor/Realizador | Produção (país)                                   |
| ---------- | ---------------- | ------------------ | ------------------ | ------------------------------------------------- |
| Gori vatra |                  |                    | Pjer Žalica        | Bósnia e Herzegovina / Áustria / Turquia / França |

### Prémio do Público
O vencedor dos Prémios Jameson Escolha do Público foram escolhidos por votação on-line.

#### Melhor realizador/diretor
| Realizador/Diretor      | Nacionalidade (país) | Filme                | Título no Brasil                   | Título em Portugal |
| ----------------------- | -------------------- | -------------------- | ---------------------------------- | ------------------ |
| Wolfgang Becker         | Alemanha             | Good Bye, Lenin!     | Adeus, Lenin!                      | Adeus, Lenine!     |
| Nuri Bilge Ceylan       | Turquia              | Uzak                 |                                    | Uzak - Longínquo   |
| Danny Boyle             | Reino Unido          | 28 Days Later        | Extermínio                         | 28 Dias Depois     |
| Emanuele Crialese       | Itália               | Respiro              | A Ilha de Grazia                   | Respiro            |
| Bent Hamer              | Noruega              | Salmer fra kjøkkenet | Histórias de Cozinha               |                    |
| Dagur Kári              | Islândia             | Nói albinói          |                                    | Nói, o Albino      |
| Patrice Leconte         | França               | L'homme du train     |                                    | O Homem do Comboio |
| Fernando León de Aranoa | Espanha              | Los lunes al sol     | Segunda-Feira ao Sol               | Às Segundas ao Sol |
| François Ozon           | França               | Swimming Pool        | Swimming Pool - À Beira da Piscina | Swimming Pool      |
| Lars von Trier          | Dinamarca            | Dogville             | Dogville                           | Dogville           |

#### Melhor ator
| Ator            | Nacionalidade (país) | Filme                        | Título no Brasil     | Título em Portugal    |
| --------------- | -------------------- | ---------------------------- | -------------------- | --------------------- |
| Daniel Brühl    | Alemanha             | Good Bye Lenin!              | Adeus, Lenin!        | Adeus, Lenine!        |
| Rowan Atkinson  | Reino Unido          | Johnny English               | Johnny English       | Johnny English        |
| Javier Bardem   | Espanha              | Los lunes al sol             | Segunda-Feira ao Sol | Às Segundas ao Sol    |
| Jan Decleir     | Bélgica              | Hop                          |                      |                       |
| Johnny Hallyday | França               | L'homme du train             |                      | O Homem do Comboio    |
| Tómas Lemarquis | Islândia             | Nói albinói                  |                      | Nói, o Albino         |
| Sergi López     | Espanha              | Dirty Pretty Things          | Coisas Belas e Sujas | Estranhos de Passagem |
| Vincent Pérez   | Suíça                | Fanfan la Tulipe             | Tudo pela Honra      | Fanfan, o Sedutor     |
| Jean Rochefort  | França               | L'homme du train             |                      | O Homem do Comboio    |
| Jamie Sives     | Reino Unido          | Wilbur Wants to Kill Himself |                      | Wilbur Quer Matar-se  |

#### Melhor atriz
| Atriz                | Nacionalidade (país) | Filme                 | Título no Brasil                   | Título em Portugal    |
| -------------------- | -------------------- | --------------------- | ---------------------------------- | --------------------- |
| Katrin Saß           | Alemanha             | Good Bye, Lenin!      | Adeus, Lenin!                      | Adeus, Lenine!        |
| Penélope Cruz        | Espanha              | Fanfan la Tulipe      | Tudo pela Honra                    | Fanfan, o Sedutor     |
| Antje De Boeck       | Bélgica              | Hop                   |                                    |                       |
| Nieve de Medina      | Espanha              | Los lunes al sol      | Segunda-Feira ao Sol               | Às Segundas ao Sol    |
| Romola Garai         | Reino Unido          | Nicholas Nickleby     | O Herói da Família                 | Nicholas Nickleby     |
| Valeria Golino       | Itália               | Respiro               | A Ilha de Grazia                   | Respiro               |
| Giovanna Mezzogiorno | Itália               | La finestra di fronte | A Janela da Frente                 | A Janela em Frente    |
| Charlotte Rampling   | Reino Unido          | Swimming Pool         | Swimming Pool - À Beira da Piscina | Swimming Pool         |
| Ludivine Sagnier     | França               | Swimming Pool         | Swimming Pool - À Beira da Piscina | Swimming Pool         |
| Audrey Tautou        | França               | Dirty Pretty Things   | Coisas Belas e Sujas               | Estranhos de Passagem |

## Netografia
- «Vencedores dos EFA 2003» (em inglês)
- «Nomeados para os EFA 2003» (em inglês)
- «Nomeados ao Prémio do Público» (em inglês)